# Elecciones estatales de Guanajuato de 2000
Las Elecciones estatales de Guanajuato de 2000 se llevaron a cabo el domingo 2 de julio de 2000, simultáneamente con las elecciones presidenciales y en ellas fueron renovados los titulares de los siguientes cargos de elección popular del estado mexicano de Guanajuato:
- Gobernador de Guanajuato. Titular del Poder Ejecutivo del estado, electo para un periodo de seis años no reelegibles en ningún caso, el candidato electo fue Juan Carlos Romero Hicks.
- 46 ayuntamientos. Formados por un Presidente Municipal y regidores, electos para un periodo de tres años, no reelegibles de manera consecutiva.
- 36 diputados del Congreso del Estado. 22 electos por mayoría relativa elegidos en cada uno de los Distritos electorales, y 14 electos por el principio de representación proporcional.

## Resultados electorales

### Presidente de la República
|  | 60.77 % |

|  | 27.88 % |

|  | 6.54 % |

|  | 0.98 % |

|  | 0.58 % |

|  | 0.43 % |

|  | 0.15 % |

|  | 2.64 % |

|  | 100.00 % |

### Gobernador
|  | 56.5 % |

|  | 34.0 % |

|  | 6.7 % |

|  | 1.2 % |

|  | 100.00 % |

### Ayuntamientos

#### Municipio de Guanajuato
- Rafael Villagómez Mapes  Hecho

#### Municipio de León
- Luis Ernesto Ayala Torres  Hecho

#### Municipio de Celaya
- José Manuel Mendoza Márquez  Hecho

#### Municipio de Dolores Hidalgo
- Dr. Gilberto González  Hecho

#### Municipio de Purísima del Rincón
- Miguel Márquez Márquez  Hecho

#### Municipio de Irapuato
- Ricardo Ortiz Gutiérrez  Hecho

#### Municipio de San Miguel de Allende
- Óscar Arroyo Delgado  Hecho